# 和田麻希 (サッカー選手)
和田 麻希（わだ あさき、2004年8月19日 - ）は、大阪府茨木市出身の女子サッカー選手。セレッソ大阪ヤンマーレディース所属。ポジションはフォワード。セレッソ大阪堺レディース（現セレッソ大阪ヤンマーレディース）11期生。

## 来歴

### ユース
入団セレクションに合格し、高校1年からセレッソ大阪堺ガールズに入団。

### シニア
セレッソ大阪ヤンマーレディースに昇格した。

### 代表
2024年8月30日、2024 FIFA U-20女子ワールドカップに出場するU-20日本女子代表メンバーに招集されていた久保田真生の負傷離脱のため、追加招集された。

## 個人成績

### クラブ
| 国内大会個人成績 | 国内大会個人成績               | 国内大会個人成績 | 国内大会個人成績 | 国内大会個人成績 | 国内大会個人成績 | 国内大会個人成績 | 国内大会個人成績  | 国内大会個人成績 | 国内大会個人成績 | 国内大会個人成績 | 国内大会個人成績 |
| 年度             | クラブ                         | 背番号           | リーグ           | リーグ戦         | リーグ戦         | リーグ杯         | リーグ杯          | オープン杯       | オープン杯       | 期間通算         | 期間通算         |
| 年度             | クラブ                         | 背番号           | リーグ           | 出場             | 得点             | 出場             | 得点              | 出場             | 得点             | 出場             | 得点             |
| 日本             | 日本                           | 日本             | 日本             | リーグ戦         | リーグ戦         | リーグ杯         | リーグ杯          | 皇后杯           | 皇后杯           | 期間通算         | 期間通算         |
| ---------------- | ------------------------------ | ---------------- | ---------------- | ---------------- | ---------------- | ---------------- | ----------------- | ---------------- | ---------------- | ---------------- | ---------------- |
| 2023-24          | セレッソ大阪ヤンマーレディース | 29               | WE               | 14               | 0                | 0                | 0                 |                  |                  |                  |                  |
| 2024-25          | セレッソ大阪ヤンマーレディース | 29               | WE               |                  |                  |                  |                   |                  |                  |                  |                  |
| 通算             | 日本                           | 日本             | 1部              | 14               | 0                | 0                | 0\|\|\|\|\|\|\|\| |                  |                  |                  |                  |
| 総通算           | 総通算                         | 総通算           | 総通算           | 14               | 0                | 0                | 0\|\|\|\|\|\|\|\| |                  |                  |                  |                  |

- WEリーグ
  - 初出場 - 2023年11月18日 第2節 大宮アルディージャVENTUS戦 (NACK5スタジアム大宮)[4]

### 代表

#### 主な出場歴
- U-20日本女子代表
  - 2024年 - FIFA U-20女子ワールドカップ

## タイトル

### クラブ
- セレッソ大阪堺ガールズ
  - JFA 全日本U-18女子サッカー選手権大会：1回（2021）
  - 日本クラブユース女子サッカー大会 (U-18)：1回（2022）